# International Tennis Hall of Fame

Logo du International Tennis Hall of Fame

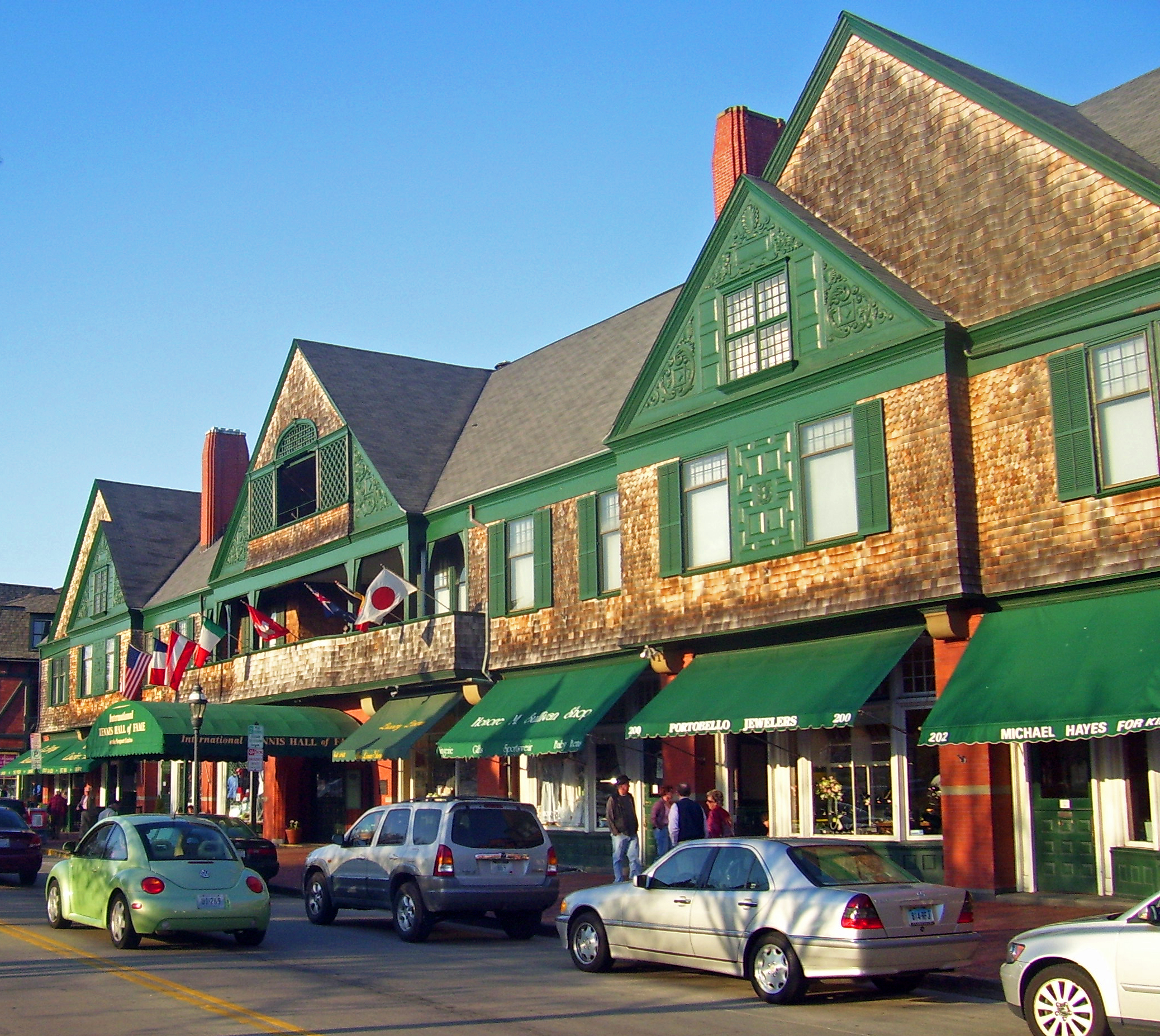
L'International Tennis Hall of Fame
au Newport Casino

L'International Tennis Hall of Fame (littéralement : temple de la renommée du tennis international) est un musée sportif basé à Newport dans l'État de Rhode Island aux États-Unis.

## Historique et description
Consacré à l'histoire du tennis, il a pour but de promouvoir la pratique de ce sport, de reconnaître les personnalités servant sa cause et de définir les événements et faits marquants du tennis dans le monde. Fondée en 1954 par James Van Alen (lui-même membre depuis 1965), cette institution est reconnue la même année par l'United States Tennis Association, puis en  1986 par la Fédération internationale de tennis.
L'International Tennis Hall of Fame compte 270 membres en mai 2025. N'accueillant que des Américains avant 1975, ces derniers y sont toujours prépondérants, à l'inverse des femmes (un tiers de l'effectif environ). Les cérémonies intronisant les nouvelles personnalités se déroulent chaque année en juillet, en marge du tournoi de Newport.
L'essentiel de l'effectif est également constitué d'anciens joueurs et joueuses s'étant particulièrement illustrés dans les épreuves du Grand Chelem depuis la fin du XIXe siècle.
Sur quelque 20 000 m2, le musée présente enfin une collection permanente de 15 000 objets (vidéos, photographies, enregistrements radiophoniques, livres, équipements, trophées, affiches et œuvres artistiques), depuis les origines du tennis.